# Новые Игити
Но́вые И́гити (чув. Ҫӗнӗ Йӗкӗт) — деревня в Красноармейском муниципальном округе Чувашской Республики.

## География
Находится в северной части Чувашии, на расстоянии приблизительно 4 км на юг по прямой от районного центра села Красноармейское на левобережье реки Сорма, у республиканской автодороги.

## История
Известна с 1858 года околоток деревни Третья Янмурзина (ныне в составе деревни Янгасы) с 5 дворами и 25 жителями. В 1906 году было учтено 60 дворов, 295 жителей, в 1926 — 70 дворов, 334 жителя, в 1939—363 жителя, в 1979—263. В 2002 году было 63 двора, в 2010 — 53 домохозяйства. В 1930 году был образован колхоз «Свобода», в 2010 году действовало КФХ «Степанова». До 2021 года входила в состав Убеевского сельского поселения до его упразднения.

## Население
Постоянное население составляло 159 человек (чуваши 99 %) в 2002 году, 168 в 2010.